# Miočić
Miočić falu Horvátországban Šibenik-Knin megyében. Közigazgatásilag Drnišhez tartozik.

## Fekvése
Knintől légvonalban 17, közúton 20 km-re délre, községközpontjától 7 km-re északkeletre, Dalmácia középső részén, a Petrovo-mező északkeleti részén, a Svilaj-hegység lábánál, a 33-as számú főúttól keletre, Biočić és Parčić között fekszik.

## Története
A környező településekkel együtt 1522-ben szállta meg a török és csak a 17. század végén szabadították fel a velencei seregek. 1530-ban a Petrovo poljei falvak között szerepel a Boszniai szandzsák defterében mint Nečven várához tartozó település. 1797-ben a Velencei Köztársaság megszűnésével a Habsburg Birodalom része lett. 1806-ban Napóleon csapatai foglalták el és 1813-ig francia uralom alatt állt. Napóleon bukása után ismét Habsburg uralom következett, mely az első világháború végéig tartott. A falunak 1857-ben 414, 1910-ben 600 lakosa volt. Az első világháború után előbb a Szerb Királyság, majd rövid ideig az Olasz Királyság, ezután a Szerb-Horvát-Szlovén Királyság, majd Jugoszlávia része lett. 1991-ben csaknem teljes lakossága szerb nemzetiségű volt. Lakói csatlakoztak a Krajinai Szerb Köztársasághoz. A horvát hadsereg 1995 augusztusában a Vihar hadművelet során foglalta vissza. A településnek 2011-ben 70 lakosa volt.

## Lakosság
| Lakosság változása | Lakosság változása | Lakosság változása | Lakosság változása | Lakosság változása | Lakosság változása | Lakosság változása | Lakosság változása | Lakosság változása | Lakosság változása | Lakosság változása | Lakosság változása | Lakosság változása | Lakosság változása | Lakosság változása | Lakosság változása |
| ------------------ | ------------------ | ------------------ | ------------------ | ------------------ | ------------------ | ------------------ | ------------------ | ------------------ | ------------------ | ------------------ | ------------------ | ------------------ | ------------------ | ------------------ | ------------------ |
| 1857               | 1869               | 1880               | 1890               | 1900               | 1910               | 1921               | 1931               | 1948               | 1953               | 1961               | 1971               | 1981               | 1991               | 2001               | 2011               |
| 414                | 418                | 447                | 496                | 545                | 600                | 536                | 640                | 642                | 663                | 659                | 571                | 449                | 415                | 47                 | 70                 |

## Nevezetességei
Keresztelő Szent János tiszteletére szentelt szerb pravoszláv temploma 1934-ben épült.